# Juillan
Juillan is een gemeente in het Franse departement Hautes-Pyrénées (regio Occitanie). De plaats maakt deel uit van het arrondissement Tarbes en van het gemeentelijk samenwerkingsverband Communauté d’Agglomération Tarbes-Lourdes-Pyrénées. Juillan telde op 1 januari 2022 4.019 inwoners.

## Geografie
De oppervlakte van Juillan bedroeg op 1 januari 2022 8,2 vierkante kilometer; de bevolkingsdichtheid was toen 490,1 inwoners per km².
De gemeente bevindt zich in de riviervlakte van de Geüne en de Échez en is redelijk vlak. In de gemeente liggen enkele kalkstenen heuvels.
De onderstaande kaart toont de ligging van Juillan met de belangrijkste infrastructuur en aangrenzende gemeenten.

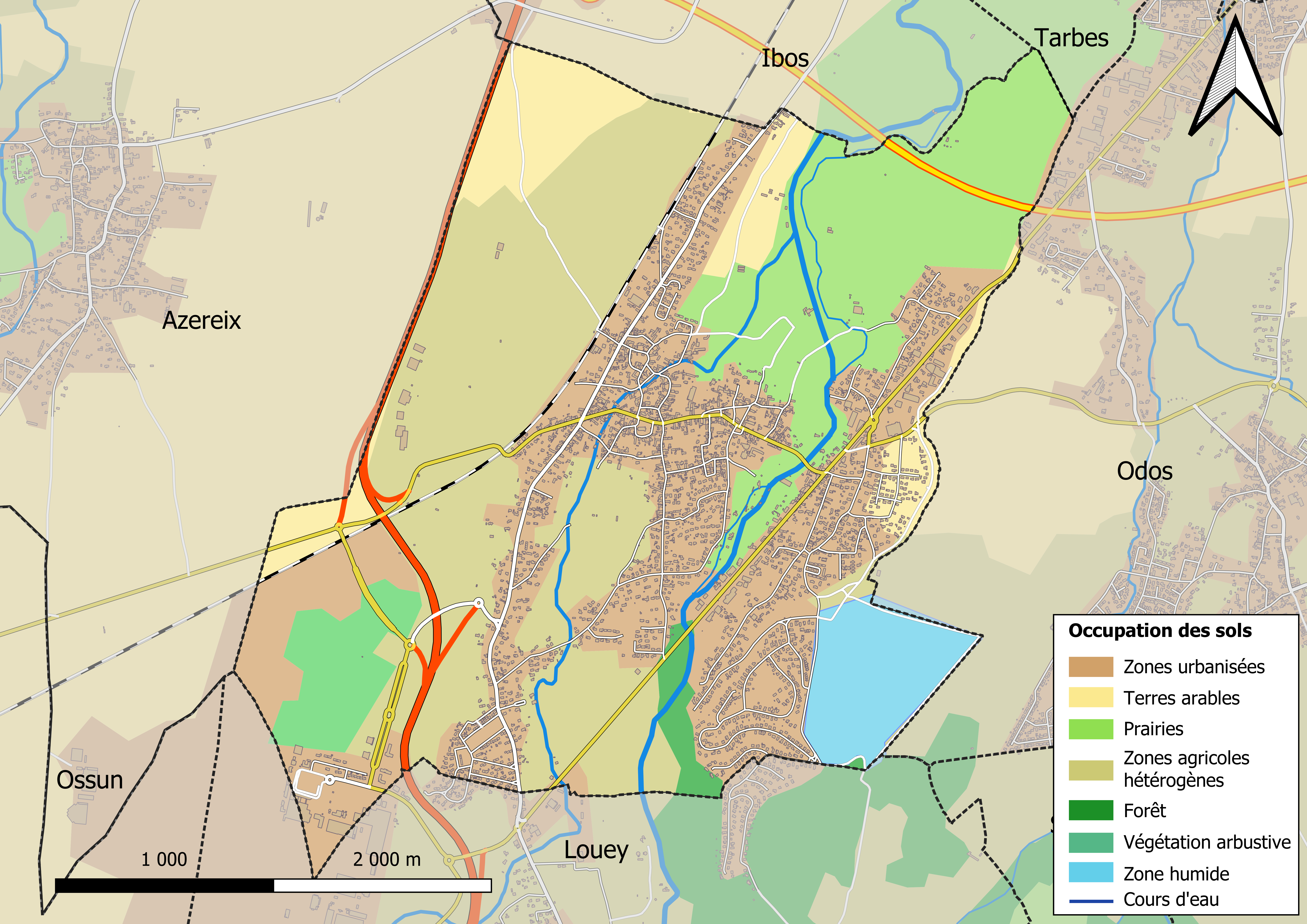

## Demografie
Aan het einde van de 18e eeuw telde Juillan ongeveer 700 inwoners. Dit waren er 1535 aan de vooravond van de Eerste Wereldoorlog.
Onderstaande figuur toont het verloop van het inwonertal (bron: INSEE-tellingen).

## Geschiedenis
De plaats is ontstaan tussen de Geüne en de Échez en werd al genoemd in 1065. De plaats kende oorlogsgeweld tijdens de Honderdjarige Oorlog en stond tussen 1360 en 1407 onder controle van de Engelsen.
Juillan was lange tijd een landbouwdorp met veel wijnbouwers. Op de rivieren werden watermolens gebouwd. De gemeente kreeg een (sindsdien gesloten) treinstation op de lijn Toulouse-Bayonne. Door de goede wegverbinding en de nabijheid van Tarbes kende Juillan een sterke groei. In de gemeente ligt het bedrijvenpark Pyrène Aéro-pôle.